# Hygroplitis
Hygroplitis – rodzaj błonkówek z rodziny męczelkowatych. Gatunkiem typowym jest Hygroplitis russatus.

## Zasięg występowania
Rodzaj obejmuje gatunki żyjące głównie w palearktyce, kilka gatunków żyje w nearktyce i krainie orientalnej.

## Biologia i ekologia
Głównymi żywicielami przedstawicieli tego rodzaju są motyle z rodzin wachlarzykowatych sówkowatych i zwójkowatych.

## Systematyka
Pierwotnie opisany jako podrodzaj Microgaster, podniesiony do rangi rodzaju przez Vierecka w 1914. Współczesne badania genetyczne sugerują, że może on jednak należeć do Microgaster.
Do rodzaju zaliczanych jest 9 gatunków:
- Hygroplitis basarukini Kotenko, 1993
- Hygroplitis melligaster (Provancher, 1886)
- Hygroplitis nigritus Luo & You, 2005
- Hygroplitis pseudorussatus Shaw, 1992
- Hygroplitis rugulosus (Nees, 1834)
- Hygroplitis ruinosus Kotenko, 2007
- Hygroplitis russatus (Haliday, 1834)
- Hygroplitis sinicus (Xu & He, 2000)
- Hygroplitis toritarsis Song & Chen, 2004